# Ernest Maria Müller
Ernest Maria Müller (ur. 30 czerwca 1822 w Jiřice u Miroslavi, zm. 28 września 1888 w Linz) – austriacki duchowny rzymskokatolicki, w latach 1885-1888 biskup Linz.

## Życiorys
Urodził się 30 czerwca 1822 jako syn nauczyciela szkoły podstawowej. Uczęszczał do szkoły średniej w Nikolsburgu, od 1843 studiował teologię w Wiedniu. Święcenia kapłańskie przyjął 19 lipca 1847. W 1853 otrzymał tytuł doktora prawa. Cesarz Franciszek Józef mianował go 26 kwietnia 1885 biskupem Linzu. Papież Leon XIII zatwierdził kanoniczne ten wybór 27 marca 1885. Święcenia biskupie otrzymał 26 kwietnia 1885 z rąk Cölestina Josefa Ganglbauera, arcybiskupa Wiednia. Prowadził kampanię na rzecz dalszej budowy nowej katedry oraz był miłośnikiem muzyki kościelnej. Zmarł 28 września 1888.